# Museo Boca del Calvari

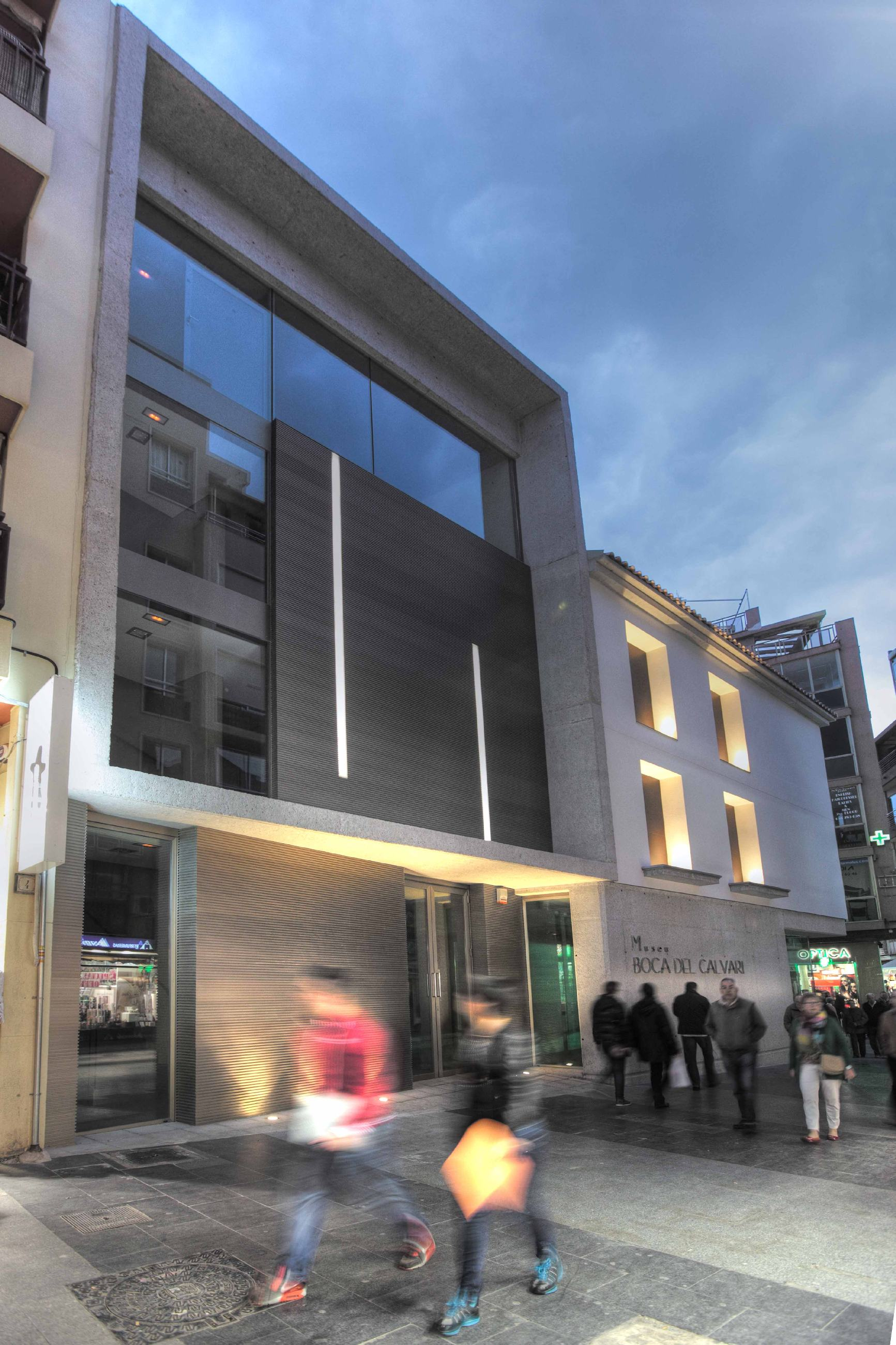

El Museo Boca del Calvari (Museu Boca del Calvari) es un museo ubicado en Benidorm, España. Tiene su sede en espacio que anteriormente ocupaba el antiguo ayuntamiento y está dedicado a exposiciones temporales relacionadas con el arte contemporáneo y la historia. Este museo y L'Hort de Colón, apenas separados 50 m, constituyen los espacios museístico de la ciudad.

## Historia
En 2011 se barajó dedicarlo a la historia del turismo de la ciudad. El museo fue inaugurado en febrero de 2014 sin abrirse al público dado que no se había acordado como acometer su gestión. Finalmente, abrió sus puertas en marzo de 2015 con una exposición temporal.

## Sede
El museo se ubica en una casa donde hasta mediados de la década de 1970 se encontraba el antiguo ayuntamiento. El inmueble fue donado por Gaspar Ortuño Ors en 1916. A cambio el ayuntamiento se comprometió a mantener y conservar el panteón familiar de los Ortuño ubicado en el cementerio municipal Virgen del Sufragio.
La casa fue demolida por completo y en su lugar se erigió un nuevo edificio para servir como sede del museo. En un principio se quería reconstruir el inmueble tal y como era, pero posteriormente se optó por darle un «toque de modernidad» con la planta baja dotada de una gran cristalera. Con un coste de 1,6 millones de euros provenientes del Plan Confianza de la Generalidad Valenciana, el edificio cuenta con planta baja y dos plantas. La idea de construir un museo fue aprobada en el Pleno del Ayuntamiento en 2009. Las obras de demolición concluyeron a principios de 2012 y la construcción transcurrió durante doce meses, entre 2012 y 2013, no exenta de paralizaciones y problemas. El edificio fue inaugurado en febrero de 2014 y el museo abrió sus puertas en marzo de 2015.

## Administración
Pese a que el museo es de titularidad municipal, la gestión se realiza a través de una empresa privada. Se intentó sin éxito que la gestión recayera en la Universidad de Alicante.

## Colecciones
Ha tenido muestras de diversos artistas como Martin Parr, Cristina de Middel, Óscar Tusquets, Ferran Freixa, Rosalía Banet, Olga Diego, etc.